# Szarpiłauka (obwód homelski)
Szarpiłauka (biał. Шарпілаўка; ros. Шарпиловка, Szarpiłowka; pol. hist. Szarpiłówka) – wieś na Białorusi, w obwodzie homelskim, w rejonie homelskim, w sielsowiecie Szarpiłauka, nad Sożą i w pobliżu granicy z Ukrainą.
W XIX i w początkach XX w. położona była w Rosji, w guberni mohylewskiej, w powiecie homelskim. Następnie w granicach Związku Sowieckiego. Od 1991 w niepodległej Białorusi.